# Епархия Бас-Тера
Епархия Бас-Тера (лат. Dioecesis Imae Telluris) — епархия Римско-Католической церкви с центром в городе Бас-Тер, остров Сен-Мартен, Франция. Епархия Бас-Тера входит в митрополию Фор-де-Франса. Кафедральным собором епархии Бас-Тера является Собор Пресвятой Девы Марии Гваделупской. В городе Пуант-а-Питр находится сокафедра в церкви святых апостолов Петра и Павла.

## История
В 1635 году на остров Мартен прибыли монахи из монашеского ордена доминиканцев, которые основали здесь первую католическую миссию.
27 сентября 1850 года Святой Престол учредил епархию Гваделупы и Бас-Тера, выделив её из апостольской префектуры Мартиники (сегодня — Архиепархия Фор-де-Франса). В этот же день епархия Гваделупы и Бас-Тера вошла в митрополию Бордо.
19 июля 1951 года епархию Гваделупы и Бас-Тера была переименована в епархию Бас-Тера.
26 сентября 1967 года епархия Бас-Тера вошла в митрополию Фор-де-Франса.
Епархия Бас-Тера входит в Конференцию католических епископов Антильских островов.

## Ординарии епархии
- епископ Пьер-Мари-Жерве Лакаррьер (22.06.1850 — 6.04.1853);
- епископ Теодор-Огюстен Форкад (6.04.1853 — 11.12.1860) — назначен епископом Невера;
- епископ Антуан Бутонне (10.03.1862 — 13.1868);
- епископ Жозеф-Клер Рен (27.12.1869 — 14.11.1872);
- епископ Франсуа-Бенжамен-Жозеф Бланже (21.03.1873 — 3.07.1883) — назначен епископом Лиможа;
- епископ Федерик-Анри Ури (21.12.1884 — 2.03.1886) — назначен епископом Фрежюса;
- епископ Пьер-Мари-Авон (4.02.1899 — 23.02.1901);
- епископ Эмманюэль-Франсуа Канапп (5.04.1901 — 19.09.1907);
- епископ Пьер-Луи Жену (31.05.1912 — 17.05.1945);
- епископ Жан Ге (17.05.1945 — 29.01.1968);
- епископ Симеон Уалли (29.06.1970 — 2.07.1984);
- епископ Эрнест Месмен Люсьен Кабо (2.07.1984 — 15.05.2008);
- епископ Жан-Ив Рьокрё (с 2012)

## Источник
- Annuario Pontificio, Libreria Editrice Vaticana, Città del Vaticano, 2003, ISBN 88-209-7422-3
- Булла Quod Christus  (лат.)